# William Jeffrey
William "Bill" Jeffrey (ur. 3 sierpnia 1892 w Edynburgu, zm. 7 stycznia 1966 w Nowym Jorku) – szkocki trener piłkarski, menadżer reprezentacji Stanów Zjednoczonych podczas mistrzostw świata 1950. Przez 26 sezonów trener Penn State. 10-krotny zdobywca tytułów w National College Championships.

## Życiorys
Jako dziecko grywał w piłkę nożną, jednak odniósł kontuzję, która wyeliminowała go z dalszych treningów po czym jego matka odesłała go do wuja w Stanach Zjednoczonych. Zaczynał pracę zawodową jako mechanik w zakładzie naprawczym taboru kolejowego Altoona Railroad Shop przy linii kolejowej Pennsylvania Railroad - tam też był grającym trenerem amatorskiej drużyny piłki nożnej złożonej z pracowników kolei. 
W latach 1926–52 rozpoczął trenowanie drużyny uniwersyteckiej z Pensylwanii – Penn State Nittany Lions, z którą od 1932 prowadził nieprzerwaną (65-meczową) serię zwycięstw, aż do listopada 1941. Również w 1941 został jednym z założycieli stowarzyszenia trenerów piłki nożnej w Stanach Zjednoczonych - National Soccer Coaches Association of America (NSCAA), a w 1948 został przewodniczącym tego związku - związek ten przyznaje nagrody o nazwie Bill Jeffrey Award najlepszym trenerom piłki nożnej w Stanach Zjednoczonych. 
W 1950 roku został trenerem męskiej drużyny narodowej Stanów Zjednoczonych po rezygnacji Erno Schwarza, które poprowadził do historycznego zwycięstwa 1:0 nad reprezentacją Anglii (tzw. Cud na trawie). W 1953 zrezygnował z prowadzenia drużyny Penn State i przeniósł się na Portoryko, gdzie nadal był trenerem piłki nożnej. W 1972 stadion drużyny Penn State otrzymał imię po Jeffreyu. W 1951 wprowadzony do galerii sław National Soccer Hall of Fame. 
Zmarł na zawał serca podczas jednej z konferencji piłkarskich przy NCAA w Nowym Jorku. Został pochowany na cmentarzu Centre County Memorial Cemetery w State College w Pensylwanii.